# ایگابلت-لو-لاک
ایگابلت-لو-لاک (به فرانسوی: Aiguebelette-le-Lac) یک کمون در فرانسه است که در Canton of Le Pont-de-Beauvoisin واقع شده‌است.

## خصوصیات
ایگابلت-لو-لاک ۷٫۹۱ کیلومترمربع مساحت و ۲۲۹ نفر جمعیت دارد.